# زنی در رود
«زنی در رود» (انگلیسی: Woman in the River) فیلمی در ژانر درام به کارگردانی گرهارد لامخست است که در سال ۱۹۳۹ منتشر شد. از بازیگران آن می‌توان به هرتا فیلر و اسکار سیما اشاره کرد.

### نقش آفرینان
- هرتا فیلر در نقش هانرل
- آتیلا هوربیگر در نقش آلوئیز هوندرل
- اسکار سیما در نقش شانی
- فریتز راسپ در نقش وندلین
- الكساندر تروجان در نقش فرانتس شاتر
- هربرت گرنوت در نقش برونر
- ورنر شارف در نقش کرلیس
- اولی هولزمن در نقش هدی
- رودولف کارل به عنوان یک افسر پلیس
- کورت فیلیپ به عنوان یک پسر
- کارل فارست به عنوان ماهیگیر
- ویلی هافناگل به عنوان دومین نگهبان امنیتی
- هانس کاموف به عنوان سومین نگهبان امنیتی
- اسکار وگروستک به عنوان اولین محافظ امنیتی
- لیستل کیناست به عنوان عاشق
- آلفرد لنر در نقش عاشق
- ادوارد اشپی در نقش بوگرل
- فری وندرا به عنوان راننده تراموا